# László Szabó (joueur d'échecs)
Pour les articles homonymes, voir Szabo et László Szabó (homonymie).
László Szabó (Budapest, 19 mars 1917 – 8 août 1998) est un grand maître hongrois du jeu d'échecs qui fut candidat au championnat du monde à trois reprises (en 1950, 1953 et 1956) et huit fois champion de Hongrie entre 1935 et 1968.

## Biographie et carrière

### Débuts aux échecs

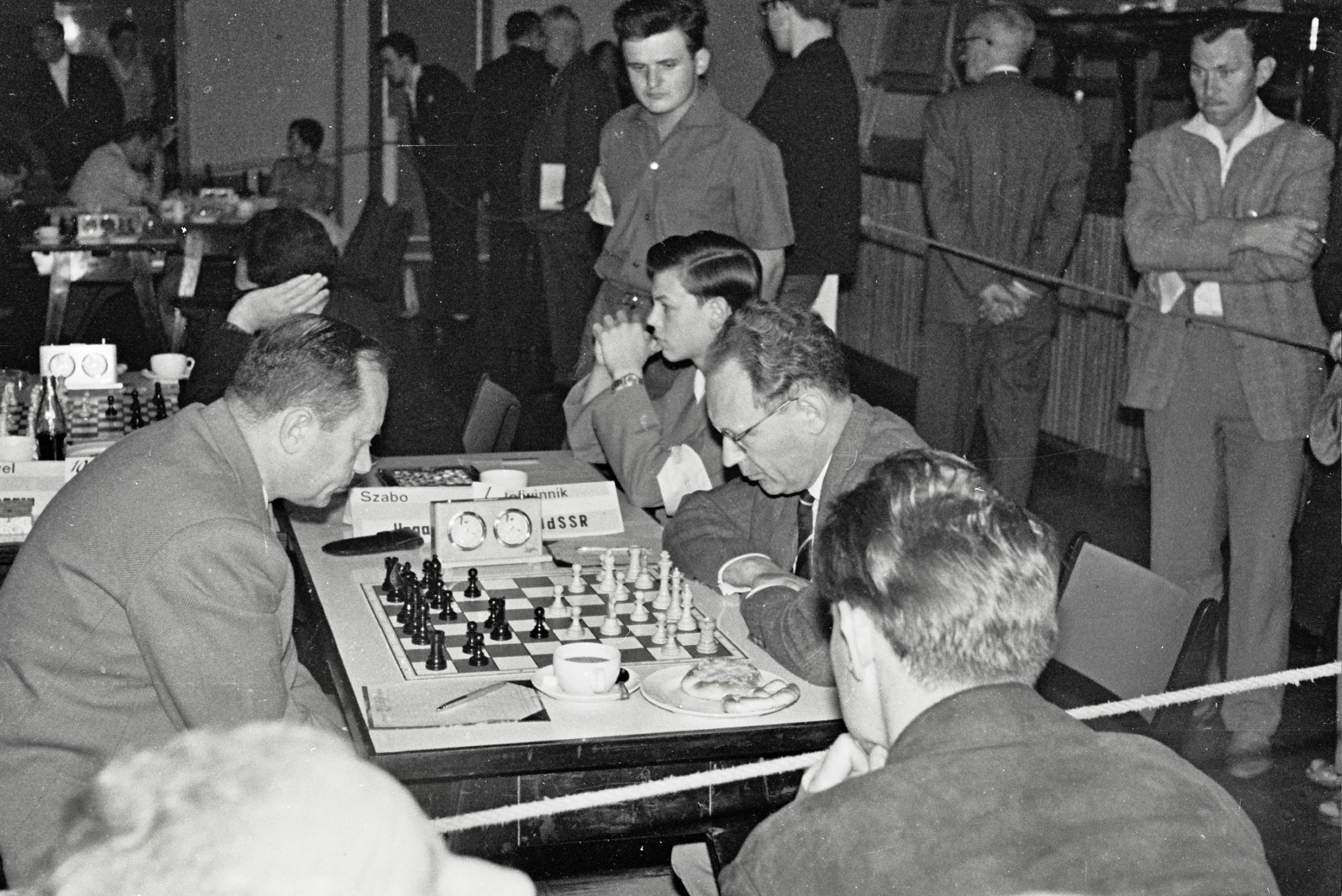
Szabó face à Botvinnik à Oberhausen en 1961.

Né à Budapest, Szabó fait irruption dans le monde des échecs en 1935, à l'âge inhabituellement jeune  de 18 ans. Cette année-là, il remporte le championnat de Hongrie (il le remportera à huit reprises dans sa carrière), un tournoi international à Tata et est pressenti pour représenter son pays à l'Olympiade de Varsovie. L'année suivante il participe à l'Olympiade officieuse de Munich où il réussit le score de 16,5 points sur 19 possibles, signant la meilleure performance du tournoi. Les prodiges de cet âge ne sont pas habituels à l'époque, et c'est avec curiosité que les spectateurs suivent ce joueur d'attaque, un style radicalement opposé à celui, positionnel et sobre, de ses compatriotes. On pense que Szabó a été l'élève de Géza Maróczy, qui fait alors figure de patriarche dans les échecs hongrois et avait déjà été l'entraîneur du champion du monde Max Euwe et de la championne du monde Vera Menchik.
Avant 1945, il obtient d'autres succès, comme une nette victoire au tournoi de Hastings en 1938-1939 (un tournoi auquel il participe régulièrement). Il débute aussi une carrière de banquier, spécialisé dans les échanges internationaux.
Quand éclate la Seconde Guerre mondiale, il est assigné à une unité de travail forcé et capturé par les troupes soviétiques qui le détiennent comme prisonnier de guerre. Il joue à nouveau en tournoi une fois la guerre terminée.

### Après 1945

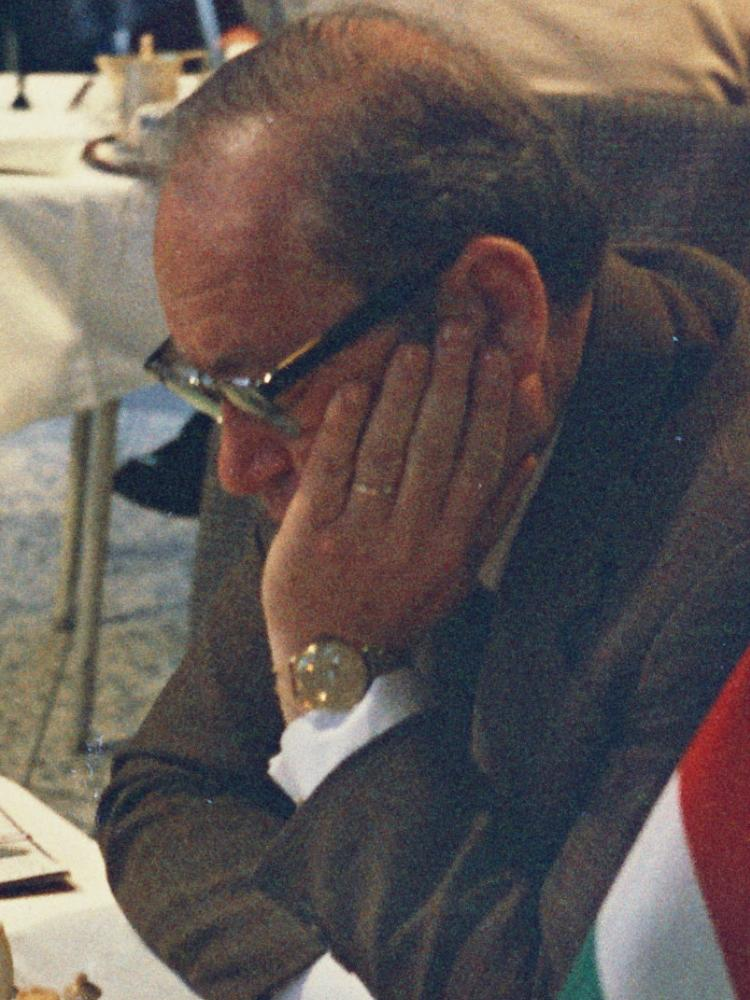
Szabo à Dortmund en 1974

Szabo finit 12e ex æquo au Tournoi d'échecs de Groningue 1946, un très fort tournoi auquel participent Mikhail Botvinnik, Max Euwe, Vassily Smyslov, Miguel Najdorf, Isaac Boleslavski et Alexandre Kotov. Il prend la première place à Hastings 1947-1948 et 1949-1950 et à Budapest 1948.
En 1950, Szabó reçut le titre de grand maître international. Lors de la création du titre, il était le plus jeune grand maître non soviétique.
Au tournoi interzonal de Saltsjöbaden en 1948, il finit deuxième derrière David Bronstein mais termine à la dernière place du tournoi des candidats de Budapest en 1950.
Il partage la cinquième place aux tournois interzonaux de Saltsjobaden 1952 et de Göteborg 1955, ce qui lui vaut l'accès au tournoi des candidats de 1953 et 1956. Il réalise sa meilleure performance en vue du titre de champion du monde au tournoi des candidats d'Amsterdam en 1956. Il se classe 12e en 1953 et 3e en 1956 ex æquo avec David Bronstein, Efim Geller, Tigran Petrossian et Boris Spassky, derrière Vasily Smyslov et Paul Keres.

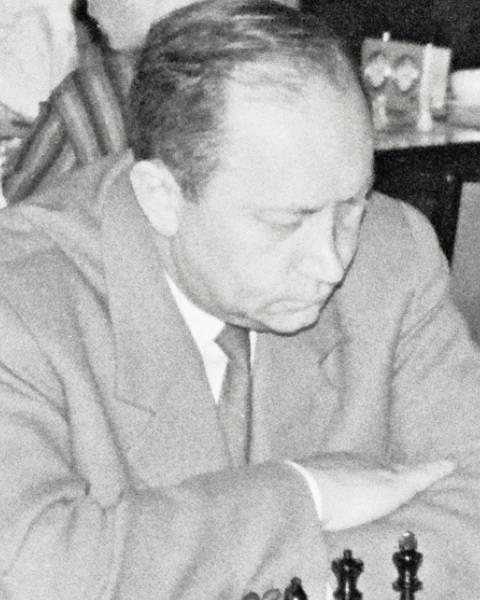
Szabo en 1961 à Oberhausen

Dans les années 1960 et 1970, il continue à exceller en compétition internationale  avec des victoires
- à Zagreb en 1964,
- à Budapest en 1965 (avec Lev Polougaïevski et Mark Taimanov),
- au tournoi de Sarajevo 1972 (devant Petrossian et Kérès),
- à Hilversum en 1973 (avec Geller) et
- à Hastings en 1973-1974 (avec Jan Timman et Mikhail Tal).

Au cours de sa carrière, il a représenté la Hongrie à 11 Olympiades, jouant au premier échiquier à cinq reprises, et obtenant de nombreuses médailles. En 1937, il prend la médaille de bronze par équipes, et la médaille d'argent individuelle.
Szabó est le meilleur joueur hongrois pendant près de vingt ans (avant de laisser la place à Lajos Portisch dans les années 1960) et au sommet de sa carrière, il fut l'un des douze meilleurs joueurs du monde.
Sa famille a fait le don de sa bibliothèque d'échecs et de ses documents à la Bibliothèque publique de Cleveland, dans la collection Échecs et dames, John J. White. Cette collection est la plus grande bibliothèque d'échecs du monde, avec 32 568 ouvrages et séries, y compris 6 359 volumes reliés de périodiques.

## Une partie
Szabó-Bisguier, Buenos Aires, 1955
1. d4 d5 2. c4 c6 3. Cf3 Cf6 4. Cc3 e6 5. e3 Cbd7 6. Fd3 Fd6 7. e4 dxe4 8. Cxe4 Cxe4 9. Fxe4 Cf6 10. Fc2 Fb4+ 11. Fd2 Fxd2+ 12. Dxd2 0-0 13. Ce5 Dc7 14. 0-0-0 c5 15. De3 b6 16. dxc5 bxc5 17. g4! Tb8 18. Thg1 Db6 19. b3 Tb7 20. g5 Ce8 21. Fxh7+!! Rxh7 22. Dh3+ Rg8 23. Tg4!! 1-0.

## Publications

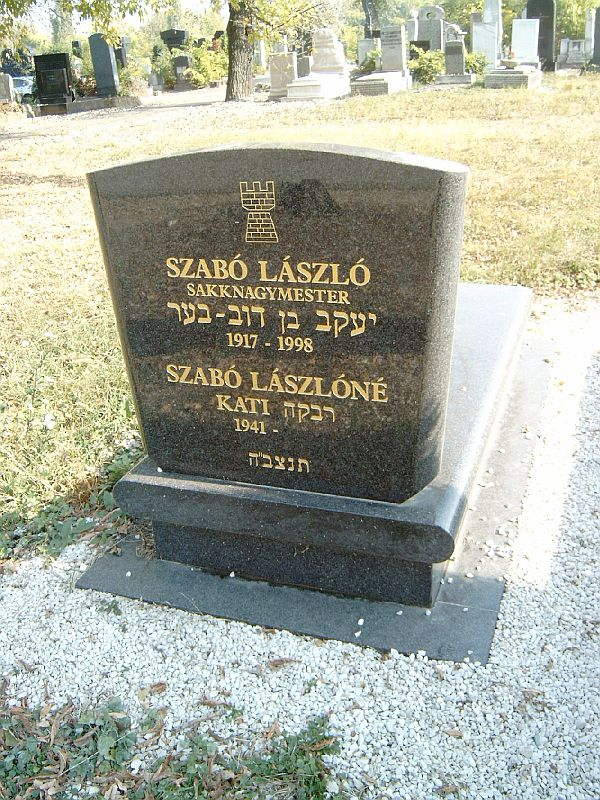
La tombe de Szabo à Budapest

- (de) Meine besten Partien (1990)
- (en) My best games of chess (1986)